# Monardella douglasii
Monardella douglasii är en kransblommig växtart som beskrevs av George Bentham. Monardella douglasii ingår i släktet Monardella och familjen kransblommiga växter.

## Underarter
Arten delas in i följande underarter:
- M. d. douglasii
- M. d. venosa